# Grand Prix Francji 1987
Grand Prix Francji 1987 (oryg. Grand Prix de France) – szósta runda Mistrzostw Świata Formuły 1 w sezonie 1987, która odbyła się 5 lipca 1987, po raz 11. na torze Circuit Paul Ricard.
73. Grand Prix Francji, 37. zaliczane do Mistrzostw Świata Formuły 1.

## Klasyfikacja
| Legenda oznaczeń w tabelach wyników Wyświetl szablon na nowej stronie | Legenda oznaczeń w tabelach wyników Wyświetl szablon na nowej stronie                                                                     |
| Oznaczenie                                                            | Wyjaśnienie |
| --------------------------------------------------------------------- | --- |
| Złoty                                                                 | Zwycięzca lub mistrzostwo |
| Srebrny                                                               | 2. miejsce lub wicemistrzostwo |
| Brązowy                                                               | 3. miejsce lub II wicemistrzostwo |
| Zielony                                                               | Ukończył, punktował (w klasyfikacji generalnej, gdy zdobył co najmniej jeden punkt na przestrzeni sezonu, poza trzema powyższymi opcjami) |
| Niebieski                                                             | Ukończył, nie punktował (w klasyfikacji generalnej, gdy nie zdobył co najmniej jednego punktu na przestrzeni sezonu)                      |
| Czerwony                                                              | Nie zakwalifikował się (NZ) |
| Czerwony                                                              | Nie prekwalifikował się (NPK) |
| Różowy                                                                | Nie ukończył (NU) |
| Różowy                                                                | Niesklasyfikowany (NS) (w klasyfikacji generalnej, gdy nie został sklasyfikowany w żadnym wyścigu sezonu)                                 |
| Czarny                                                                | Zdyskwalifikowany (DK) |
| Czarny                                                                | Wykluczony (WYK/EX) |
| Biały                                                                 | Nie wystartował (NW) |
| Biały                                                                 | Kontuzjowany (K/INJ) |
| Biały                                                                 | Wyścig odwołany (OD/C) |
| Bez koloru                                                            | Został wycofany (WYC/WD) |
| Bez koloru                                                            | Nie przybył (NP/DNA) |
| Bez koloru                                                            | Nie brał udziału w treningach (NT/DNP) |
| Bez koloru                                                            | Nie został zgłoszony (–) |
| Pogrubienie                                                           | Start z pole position |
| Kursywa                                                               | Najszybsze okrążenie wyścigu |
| †                                                                     | Nie ukończył, ale jego rezultat został zaliczony ze względu na przejechanie więcej niż 90% dystansu wyścigu.                              |
| *                                                                     | Sezon w trakcie |
| 1/2/3                                                                 | Punktowana pozycja w sprincie kwalifikacyjnym                                                                                             |
| Lista systemów punktacji Formuły 1                                    | |

Źródło: F1Ultra
Liczby w nawiasach oznaczają miejsce kierowcy walczącego o trofeum Jima Clarka (dla najlepszego kierowcy startującego bez zamontowanego turbo w bolidzie).
| Poz.  | Nr. | Kierowca           | Konstruktor            | Okrążenia | Czas/powód NU      | Poz. start. | Punkty |
| ----- | --- | ------------------ | ---------------------- | --------- | ------------------ | ----------- | ------ |
| 1     | 5   | Nigel Mansell      | Williams-Honda         | 80        | 1:37:03.839        | 1           | 9      |
| 2     | 6   | Nelson Piquet      | Williams-Honda         | 80        | + 7.711            | 4           | 6      |
| 3     | 1   | Alain Prost        | McLaren-TAG            | 80        | + 55.255           | 2           | 4      |
| 4     | 12  | Ayrton Senna       | Lotus-Honda            | 79        | + 1 okrążenie      | 3           | 3      |
| 5     | 19  | Teo Fabi           | Benetton-Ford          | 77        | + 3 Okrążeń        | 7           | 2      |
| 6 (1) | 4   | Philippe Streiff   | Tyrrell-Ford           | 76        | + 4 Okrążeń        | 25          | 1      |
| 7 (2) | 3   | Jonathan Palmer    | Tyrrell-Ford           | 76        | + 4 Okrążeń        | 24          |        |
| 8     | 2   | Stefan Johansson   | McLaren-TAG            | 74        | + 6 Okrążeń        | 9           |        |
| 9 (3) | 14  | Pascal Fabre       | AGS-Ford               | 74        | + 6 Okrążeń        | 26          |        |
| NU    | 28  | Gerhard Berger     | Ferrari                | 71        | Zawieszenie        | 6           |        |
| NS    | 11  | Satoru Nakajima    | Lotus-Honda            | 71        | Nie sklasyfikowany | 16          |        |
| NU    | 27  | Michele Alboreto   | Ferrari                | 64        | Silnik             | 8           |        |
| NU    | 17  | Derek Warwick      | Arrows-Megatron        | 62        | Turbo              | 10          |        |
| NU    | 30  | Philippe Alliot    | Larrousse-Ford         | 57        | Skrz. biegów       | 23          |        |
| NU    | 16  | Ivan Capelli       | March-Ford             | 52        | Silnik             | 22          |        |
| NU    | 23  | Adrián Campos      | Minardi-Motori Moderni | 52        | Turbo              | 21          |        |
| NU    | 25  | René Arnoux        | Ligier-Megatron        | 33        | Wydech             | 13          |        |
| NU    | 20  | Thierry Boutsen    | Benetton-Ford          | 31        | Silnik             | 5           |        |
| NU    | 10  | Christian Danner   | Zakspeed               | 26        | Przegrzanie        | 19          |        |
| NU    | 26  | Piercarlo Ghinzani | Ligier-Megatron        | 24        | Silnik             | 17          |        |
| NU    | 24  | Alessandro Nannini | Minardi-Motori Moderni | 23        | Turbo              | 15          |        |
| NU    | 7   | Riccardo Patrese   | Brabham-BMW            | 19        | Różne              | 12          |        |
| NU    | 9   | Martin Brundle     | Zakspeed               | 18        | Koło               | 18          |        |
| NU    | 21  | Alex Caffi         | Osella-Alfa Romeo      | 11        | Silnik             | 20          |        |
| NU    | 8   | Andrea de Cesaris  | Brabham-BMW            | 2         | Turbo              | 11          |        |
| NU    | 18  | Eddie Cheever      | Arrows-Megatron        | 0         | Elektryka          | 14          |        |